# Прапор Шаргородського району
Пра́пор Ша́ргородського райо́ну — офіційний символ Шаргородського району Вінницької області, затверджений 12 грудня 2005 року на сесії Шаргородської районної ради.

## Опис
При розробці прапору за основу було взято прапор Вінницької області, тому він виглядає як прямокутне синє полотнище зі співвідношенням сторін 2:3. На відстані 1/10 ширини прапора від верховного та нижнього країв йдуть дві червоні горизонтальні смуги (шириною 1/10 ширини прапора). У центрі розміщено малий герб району.

## Інші версії
В джерелі наводиться інший варіант прапора, де замість гербу Шаргородського району в центрі полотнища розміщується сучасний герб Шаргорода. Він має форму золотого щита, де в блакитному полі святий Флоріан тримає червоний щит з трьома схрещеними списами. Щит увінчаний срібною міською короною з трьома вежами та обрамований двома золотими колосками, оповитими Олександрівською стрічкою.